# Enrique Piñeyro
Enrique Piñeyro, född den 19 december 1839 på Kuba, död den 11 april 1911, var en latinamerikansk kritiker. 
Piñeyro var en stor del av sitt liv bosatt i Paris, där han noga följde den spanskspråkiga  litteraturens utveckling, vilket ses av hans rätt betydande arbeten Historia de la vida y escritos de Juan C. Zenea, Hombres y glorias de America, Biografias americanas och El romanticismo en España (1905).